# نهر كاغيان
نهر كاغيان، المعروف أيضًا باسم نهر ريو غراندي دي كاغيان، هو أطول نهر  وأكبر نهر من حيث حجم تصريف المياه في الفلبين. يبلغ طوله الإجمالي حوالي 505 كيلومتر (314 ميل) ومستجمع مائي يغطي 27,753 كيلومتر مربع (10,715 ميل2) . تقع في منطقة وادي كاغيان في الجزء الشمالي الشرقي من جزيرة لوزون ويعبر مقاطعات نويفا فيزكايا وكويرينو وإيزابيلا وكاغايان.

## الطبوغرافيا
تقع منابع النهر في جبال كارابالو في وسط لوزون على ارتفاع حوالي 1524 مترًا (5000 قدم). يتدفق النهر شمالًا لحوالي 505 كيلومترات (314 ميل)  حتى مصبه عند قناة بابويان بالقرب من بلدة أباري، كاجايان. ينخفض النهر بسرعة إلى 91 مترًا (299 قدمًا) فوق مستوى سطح البحر على بعد حوالي 227 كيلومترًا (141 ميلًا) من مصب النهر. في الرئيسية روافد هي نهر بيناكانوان، شيكو، سيفو، Mallig، ماجات وإيلاغان.
نهر ماجات، هو أكبر رافد، حيث يقدر تصريفه السنوي بـ 9808 مليون متر مكعب. وتقع في الجزء الجنوبي الغربي من حوض، وتمتد حوالي 150 كيلومتر (93 ميل) من نويفا فيزكايا إلى في التقاء مع كاجايان نهر حوالي 55 كيلومترا (34 ميلا) من مصب النهر.

## الفيضانات
يتعرض نهر كاجايان وروافده لفيضانات واسعة النطاق خلال موسم الرياح الموسمية في جنوب شرق آسيا من مايو إلى أكتوبر.
متوسط هطول الأمطار السنوي في 1,000 مليمتر (39 بوصة) في الجزء الشمالي و 3,000 مليمتر (120 بوصة) في الجبال الجنوبية حيث تقع منابع النهر. تتدفق المياه من الجبال ببطء شديد بسبب احتباس السطح فوق سهل الفيضان الواسع، والوديان في الجبال المنحدرة بلطف والمسار المتعرج للنهر.
تسبب فيضانات نهر كاجايان وروافده في خسائر فادحة في الأرواح والممتلكات وخسائر فادحة في الاقتصادات المحلية والوطنية. أنشأت الحكومة الفلبينية عدة محطات للإنذار بالفيضانات على طول النهر. يراقب الخبراء على وجه التحديد الروافد الدنيا من توغويغاراو إلى أباري والسهل الغريني من إيلاجان إلى توماويني، إيزابيلا.
في نوفمبر 2020، بعد هجوم إعصار فامكو (أوليسيس)، وصل النهر إلى ذروته وتسبب في حدوث فيضانات على طول محيطه بسبب هطول الأمطار المتراكمة من الإعصار. كانت هذه الفيضانات من أسوأ الفيضانات في تاريخ النهر. ساهم سد ماغات أيضًا في الفيضانات على طول النهر عندما فتحت بواباته بسبب فيضان محتمل.

## النباتات والحيوانات
يمر نهر كاجايان عبر إحدى الغابات الأولية القليلة المتبقية في الفلبين.
وهو يدعم حياة العديد من الأنواع المتوطنة والمهددة بالانقراض، مثل حمامة القلب الدامي (Gallicolumba luzonica)، والعقاب الفلبيني (Pithecophaga jefferyi) وأسماك نهرية نادرة تسمى محليًا ludong (Cestreaus plicatilis).
يفرخ اللودونغ في أعالي نهر كاجايان في جونز، إيزابيلا. في أواخر أكتوبر وحتى منتصف نوفمبر، تسافر الأسماك عبر النهر لإطلاق بيضها عند مصب النهر بالقرب من أباري.
في شباط (فبراير)، حوصر الملايين من زريعة اللودونغ مرة أخرى في شباك رفيعة أثناء سفرهم في اتجاه المنبع.
نظرًا لتضاؤل عدد أسماك اللودونغ التي يتم صيدها سنويًا، فقد فرضت الحكومات المحلية حظرًا على صيد الأسماك وزريعة ها، لكن الحظر فشل.

## السكان
يمر النهر بأربع مقاطعات: نويفا فيزكايا وكيرينو وإيزابيلا وكاجايان. يبلغ عدد سكان هذه المقاطعات حوالي مليوني شخص، معظمهم من المزارعين ورجال القبائل الأصليين.
يشتق شعب إيباناغ اسم قبيلتهم من الاسم القديم لنهر كاجايان، باناج . عاشت قبيلة جادانج في الروافد العليا لنهر كاجايان وروافده.

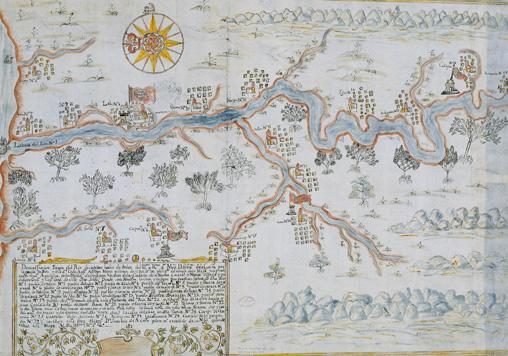
وصف جغرافي قديم لنهر كاجايان (خوان لويس دي أكوستا ، حوالي 1720)

## الأهمية الاقتصادية
يصرف النهر واديًا خصبًا ينتج مجموعة متنوعة من المحاصيل، بما في ذلك الأرز والذرة والموز وجوز الهند والحمضيات والتبغ.
يوجد سدود في اثنين من روافد النهر، نهري ماجات وتشيكو، وهناك أيضًا العديد من امتيازات التعدين في جبال كورديليرا الغنية بالمعادن بالقرب من منابع نهري الرافدين.
كما طورت الحكومات الإقليمية على طول النهر برامج سياحية تقدم أنشطة على النهر، لا سيما ركوب الرمث في المياه البيضاء.

## روابط خارجية
- إدارة الخدمات الجوية والجيوفيزيائية والفلكية الفلبينية
- الأنهار الدولية